# Malešice
Malešice est un quartier pragois situé dans le centre de la capitale tchèque, appartenant à l'arrondissement de Prague 10, d'une superficie de 382,5 hectares est un quartier de Prague. En 2018, la population était de 10 371 habitants.
La ville est devenue une partie de Prague en 1922.